# Vladas Pavilonis
Vladas Pavilonis (* 16. Januar 1932 Pakšteliai, Kreis Kėdainiai; † 2003 in Vilnius) war ein litauischer Strafrechtler, Professor an der Universität Vilnius und Gerichtspräsident des Litauischen Verfassungsgerichts.

## Ausbildung
Vladas Pavilonis entstammte einer Großbauernfamilie. 1938–1942 besuchte er die Grundschule in Užkapiai. Bis 1948 besuchte er das Progymnasium Šėta. Als Großbauern waren die Pavilonis durch Verbannung nach Sibirien bedroht. Um die Vertreibung zu vermeiden, übersiedelten die Eltern von Vladas in den Kreis Kaišiadorys und Vladas mit seiner Großmutter nach Jonava. An der Mittelschule Jonava bestand er 1950 das Abitur.
Danach begann Pavilonis mit dem Jurastudium an der Universität Vilnius, wo er im Oktober 1951 aufgrund seines „sozialen Ursprungs“ exmatrikuliert wurde. 1952 setzte er sein Jurastudium am Rechtsinstitut Minsk fort, das 1954 mit der Universität Weißrussland vereinigt wurde. 1955 absolvierte Vladas Pavilonis das Diplomstudium an der Rechtsfakultät mit Auszeichnung.

## Juristische Tätigkeit
1955–1957 wurde ihm eine Tätigkeit als Rechtsanwalt in der Oblast Minsk zugeteilt. Seit 1957 war er als Jurist der Universität Vilnius tätig, danach als Leiter der Studentenpraktika.
1993 wurde er Richter des litauischen Verfassungsgerichts. 1999–2002 übte er die Funktion des Gerichtspräsidenten aus.

## Lehre und Forschung
Von 1962 bis 1965 studierte Vladas Pavilonis in der Aspirantur am Lehrstuhl für Rechtstheorie und Rechtsgeschichte der Universität Vilnius. Die Promotion erfolgte erst 1969. Danach arbeitete er als wissenschaftlicher Mitarbeiter am Institut für Gerichtsexpertise bzw. als wissenschaftlicher Sekretär des Instituts.
Seit 1976 war Pavilonis am Lehrstuhl für Strafrecht der Universität Vilnius als Dozent tätig. Er war Dekan der juristischen Fakultät.
Zu seinen Lehr- und Forschungsgebieten zählten Strafrecht und Strafprozessrecht.
Vladas Pavilonis publizierte über 120 wissenschaftliche Artikel, schrieb Lehrbücher und Monografien.

## Familie
Vladas Pavilonis war verheiratet und hatte zwei Töchter; seine Frau starb 1978. 

## Vladas-Pavilonis-Stipendium
Zum Andenken an die Tätigkeit des Gelehrten wurde ein jährliches Vladas-Pavilonis-Stipendium gestiftet. 
Die Stipendien werden vom Alumni-Verein der Juristischen Fakultät der Universität Vilnius vergeben. Die Stifter sind der Professor Vytautas Nekrošius mit den Rechtsanwälten Pranas Makauskas, Laimontas Gasiūnas und Gediminas Bulotas.